# 亨利·斯坦利·贝内特
亨利·斯坦利·贝内特（1889年—1972年，简称为H·S·贝内特）是一位英国文学史历史学家，英國國家學術院院士，毕业于切尔西的圣马可学院和剑桥大学伊曼纽尔学院，专攻中世纪英格兰文学。